# Liste des accidents ferroviaires en France en 1939
Pour des articles plus généraux, voir Liste des accidents ferroviaires en France, Liste des accidents ferroviaires en France au XXe siècle et Liste des accidents ferroviaires en France dans les années 1930.
La liste des accidents ferroviaires en France en 1939, est une liste non exhaustive, chronologique par mois.

## Mars
- 13 mars 1939 - Sur la ligne électrifiée Paris-Toulouse, à proximité de la Gare de Châteauroux (Indre), l'express Paris-Toulouse percute à 110 km/h le wagon d'un train de messageries déraillé après heurt avec un bœuf échappé d'un wagon de marchandises et divaguant sur les voies. Une voiture de troisième classe en bois est broyée entre le wagon-poste et une voiture métallique. On en tirera 18 morts et une trentaine de blessés[1].

## Avril
- 20 avril 1939 - Entre Corbie et Amiens, près de Daours, sur la ligne Paris-Lille, un TAR prend feu à 125 km/h. Malgré l'arrêt rapide de la rame dès la détection de l'incendie, des voyageurs pris de panique resteront coincés derrière une porte d'intercirculation fermée et seront asphyxiés. On dénombrera quatre morts et vingt-cinq blessés. L'origine du sinistre sera attribuée à l'inflammation de la toile matelassée de crin constituant le soufflet d'intercirculation entre les caisses par une cigarette jetée par un voyageur[2].

## Mai
- 28 mai 1939 - Vers 22 heures, à la sortie de la gare Montparnasse, dans la gare annexe de l'avenue du Maine, un train en partance pour Versailles prend en écharpe un train venant de Rambouillet, dans lequel on dénombrera un mort et treize blessés[3].

## Septembre
- 2 septembre 1939 - À 4 heures 25, sur la ligne Paris-Orléans, deux trains évacuant des populations de la région parisienne sont arrêtés à un signal fermé avant la gare des Aubrais lorsqu'un troisième, dont le conducteur n'a pas observé les consignes de marche à vue prudente, les percute, projetant le second sur le premier. Le fourgon de queue et la dernière voiture de chacun des deux trains bondés sont écrasés. Malgré son bilan de trente-cinq morts et soixante-dix-sept blessés, l'accident sera occulté dans l'effervescence du début de la guerre[4].
- 11 septembre 1939 - Sur la ligne de Toul à Neufchateau, à Brancourt (Vosges), deux trains sont arrêtés l'un derrière l'autre à un sémaphore fermé. Le second, transportant des personnes évacuées de la rive gauche du Rhin, est percuté à 22 heures 40 par une rame militaire vide. L'accident, dû à la fois à un défaut de couverture du train tamponné par son conducteur[5] d'arrière et à une erreur du poste sémaphorique, fera seize morts et six blessés[6].

## Octobre
- 25 octobre 1939 - Vers 6 heures, sur la ligne Paris-Strasbourg, à la bifurcation avec la ligne de Culmont-Chalindrey, un train de voyageurs quittant Toul pour Commercy est percuté par un convoi venant de Neufchâteau. L'accident fait deux morts, trois blessés graves et plusieurs blessés légers[7].